# Derambila thearia
Derambila thearia är en fjärilsart som beskrevs av Swinhoe 1904. Derambila thearia ingår i släktet Derambila och familjen mätare. Inga underarter finns listade i Catalogue of Life.